# 北京地铁DKZ15型电动车组
北京地铁DKZ15/34型电动车组是北京地铁在10号线运营的列车车型。

## 简介
DKZ15型、DKZ34型共有116组696辆，所有列车两端拥有紧急出口，每节车厢共4对车门，配属于宋家庄停车场、万柳车辆段和五路停车场。
DKZ15型是10号线一期工程的运营车型，于2007年生产，车头为天蓝色涂装，并喷涂红色“北京”字样（大修更新车改为白色“北京”字样，大小与DKZ34型第二批的相同）；侧面为银灰色涂装；车头两侧还有北京奥运会标志（大修更新车则被撤去）；在8号线列车尚未到达前，部分列车曾在8号线运营。

DKZ34型列车共两批，分别于2011年和2013年生产，外观与DKZ15型无异，但车头两侧没有北京奥运会标志；这两批列车两端的“北京”字样均为白色，第一批的字号与DKZ15型的等大，第二批的则较小。

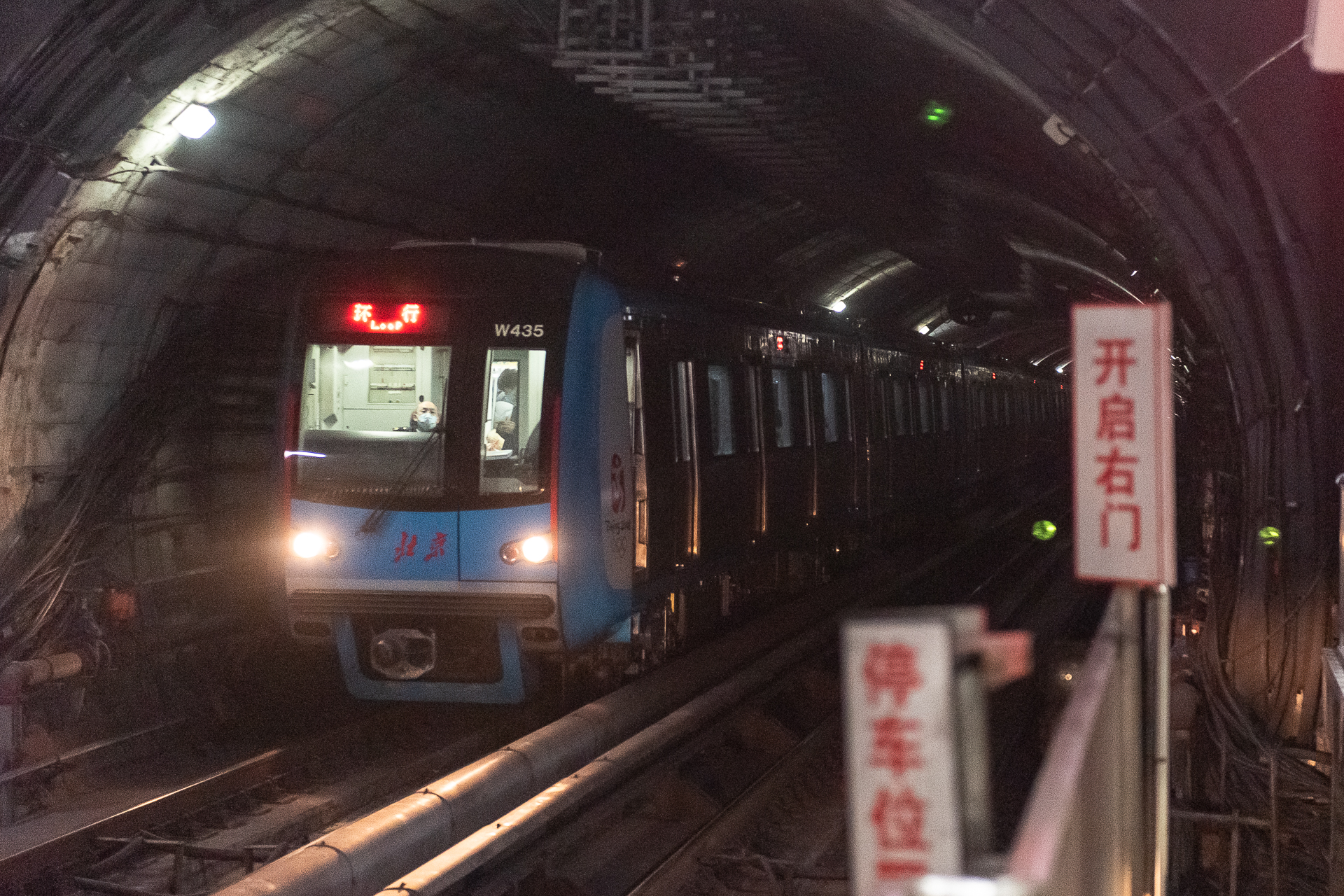
DKZ15（厂修前）
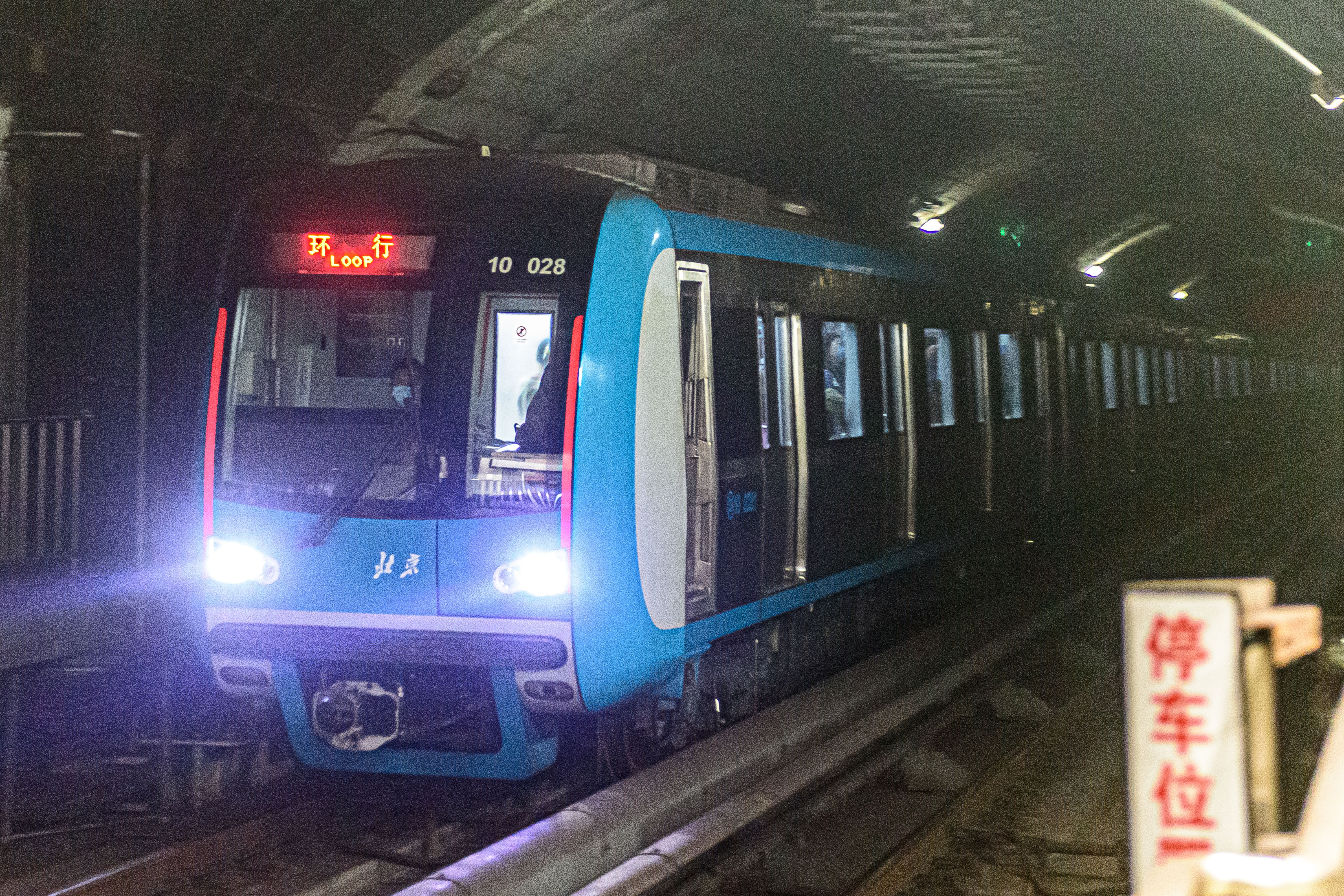
DKZ15（厂修后）
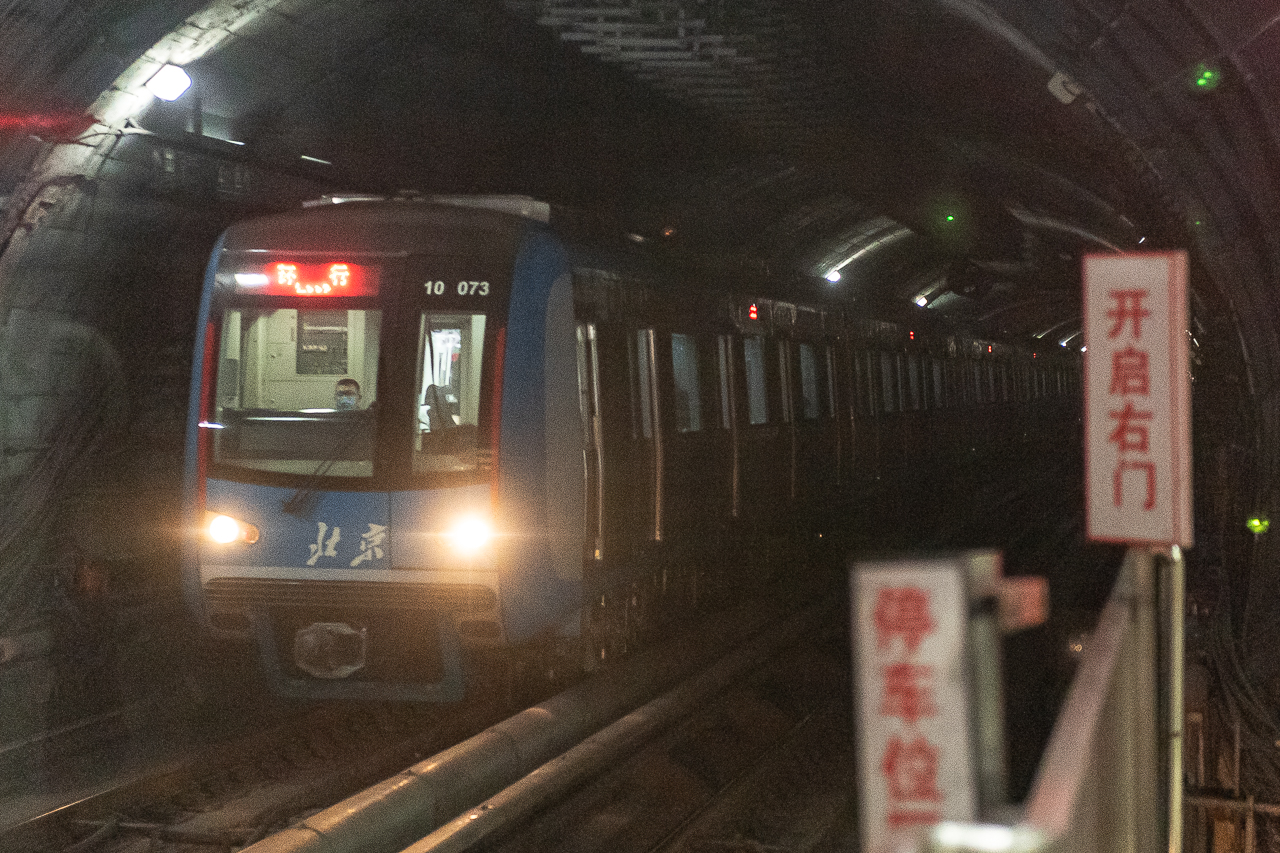
DKZ34 第一批
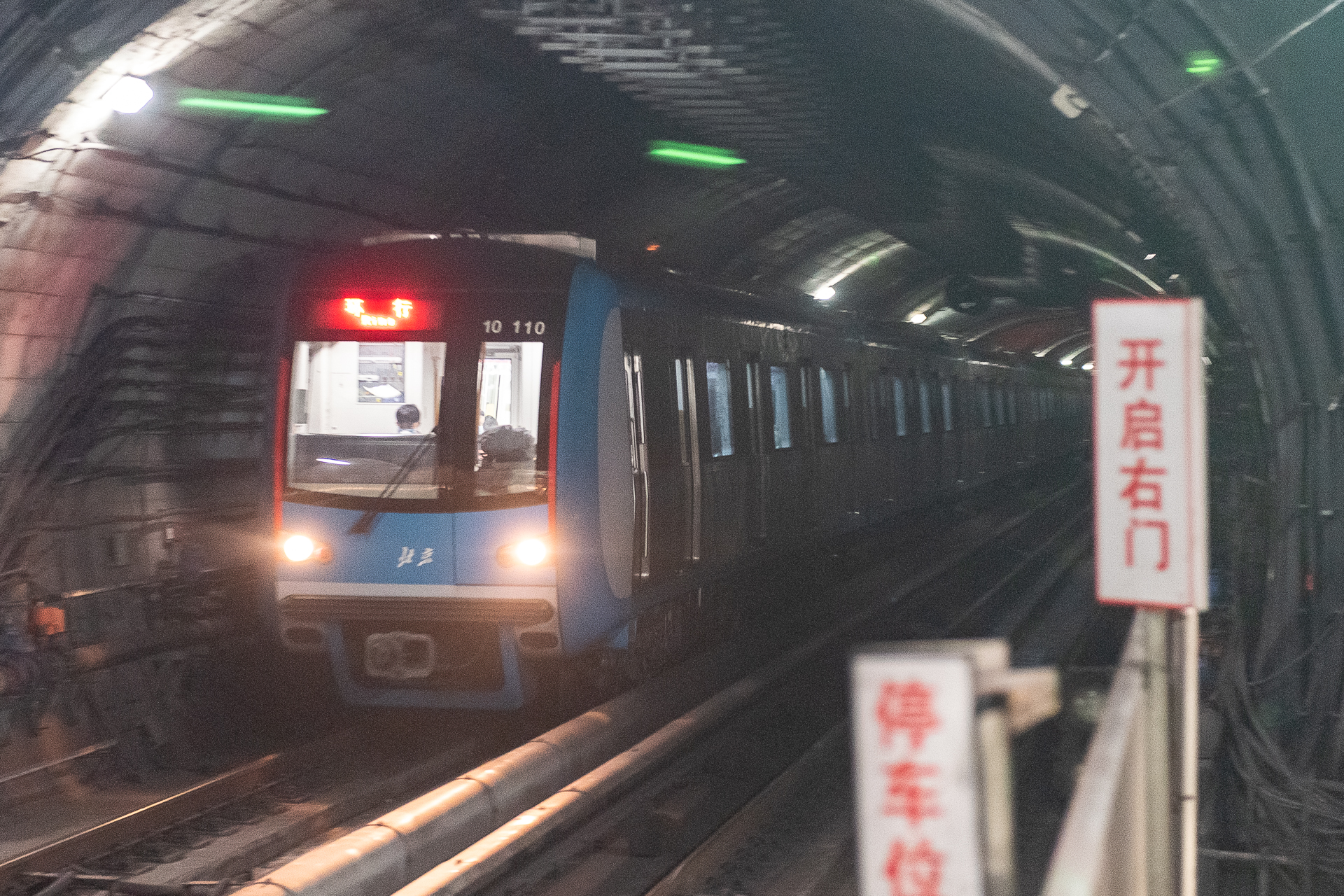
DKZ34 第二批

## 编组
|          | DKZ15/34          |                  |                  |                  |                  |                   |
| 車廂編號 | 1                 | 2                | 3                | 4                | 5                | 6                 |
| 集電靴   | 无                | 有               | 无               | 有               | 有               | 无                |
| 形式區分 | W4XX1 10XXX1 (Tc) | W4XX2 10XXX2 (M) | W4XX3 10XXX3 (T) | W4XX4 10XXX4 (M) | W4XX5 10XXX5 (M) | W4XX6 10XXX6 (Tc) |
| 动力单元 | 单元1             | 单元1            | 单元2            | 单元2            | 单元3            | 单元3             |
| 安裝機器 | SIV (L) CP (L)    | VVVF (R)         |                  | VVVF (L)         | VVVF (L)         | SIV (R) CP (R)    |
| 車輛重量 | 30.0t             | 35.0t            | 29.0t            | 35.0t            | 35.0t            | 30.0t             |
| 載客量   | 234人             | 252人            | 234人            | 252人            | 252人            | 234人             |

範例
- SIV：静式变流器
- CP：電動空氣壓縮機

## 列车图片

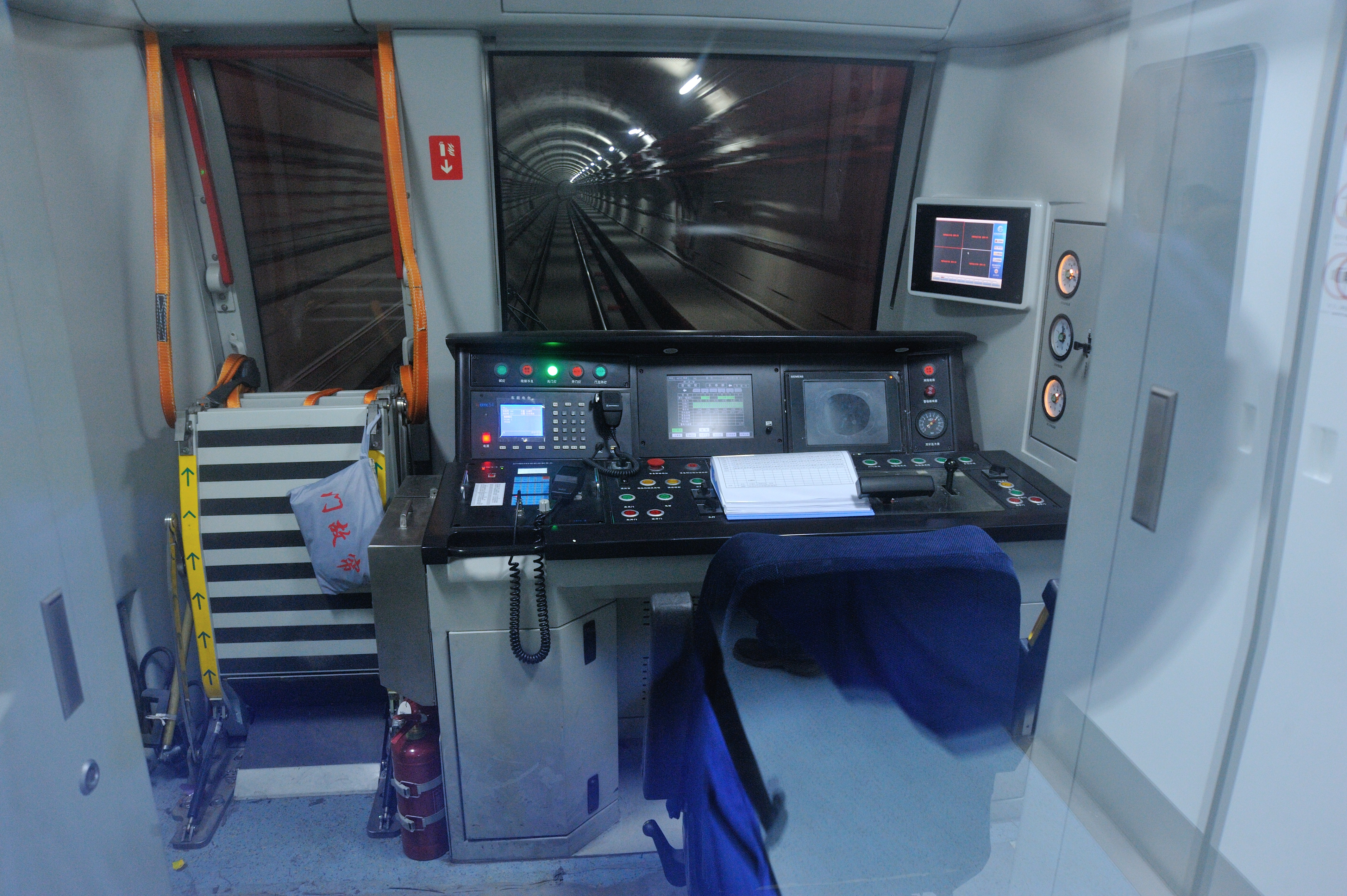
列车驾驶室内
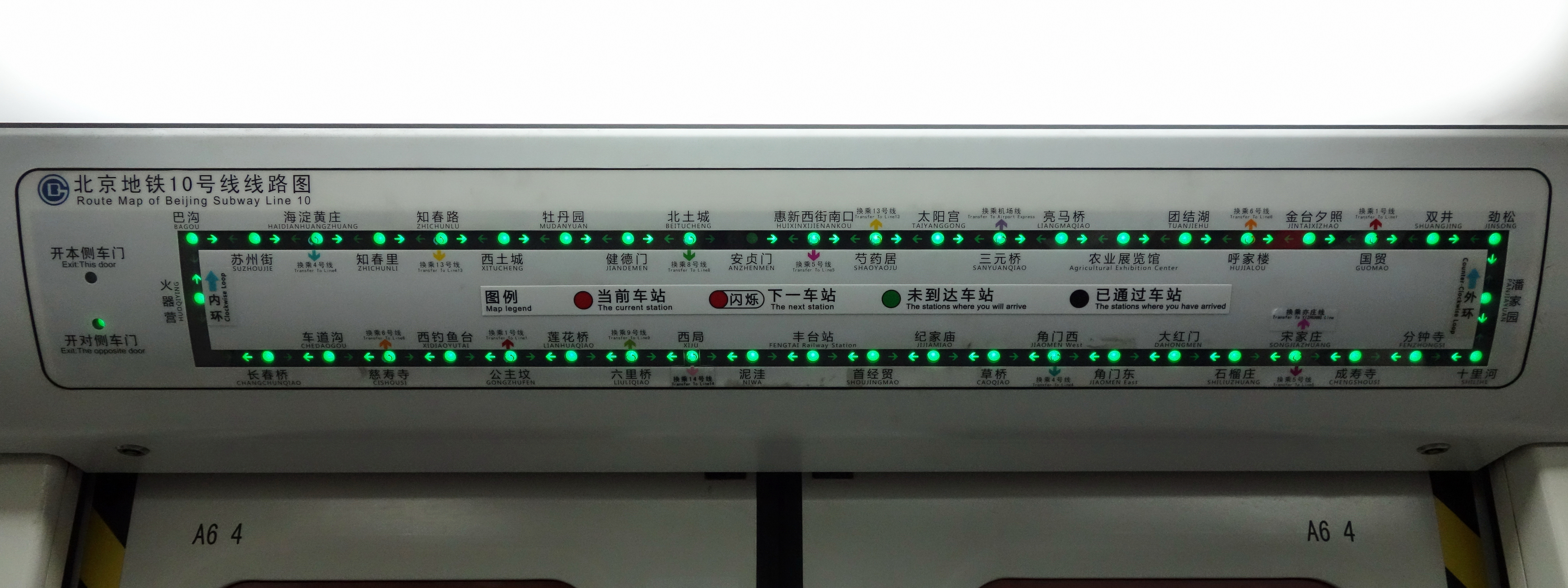
列车闪灯图
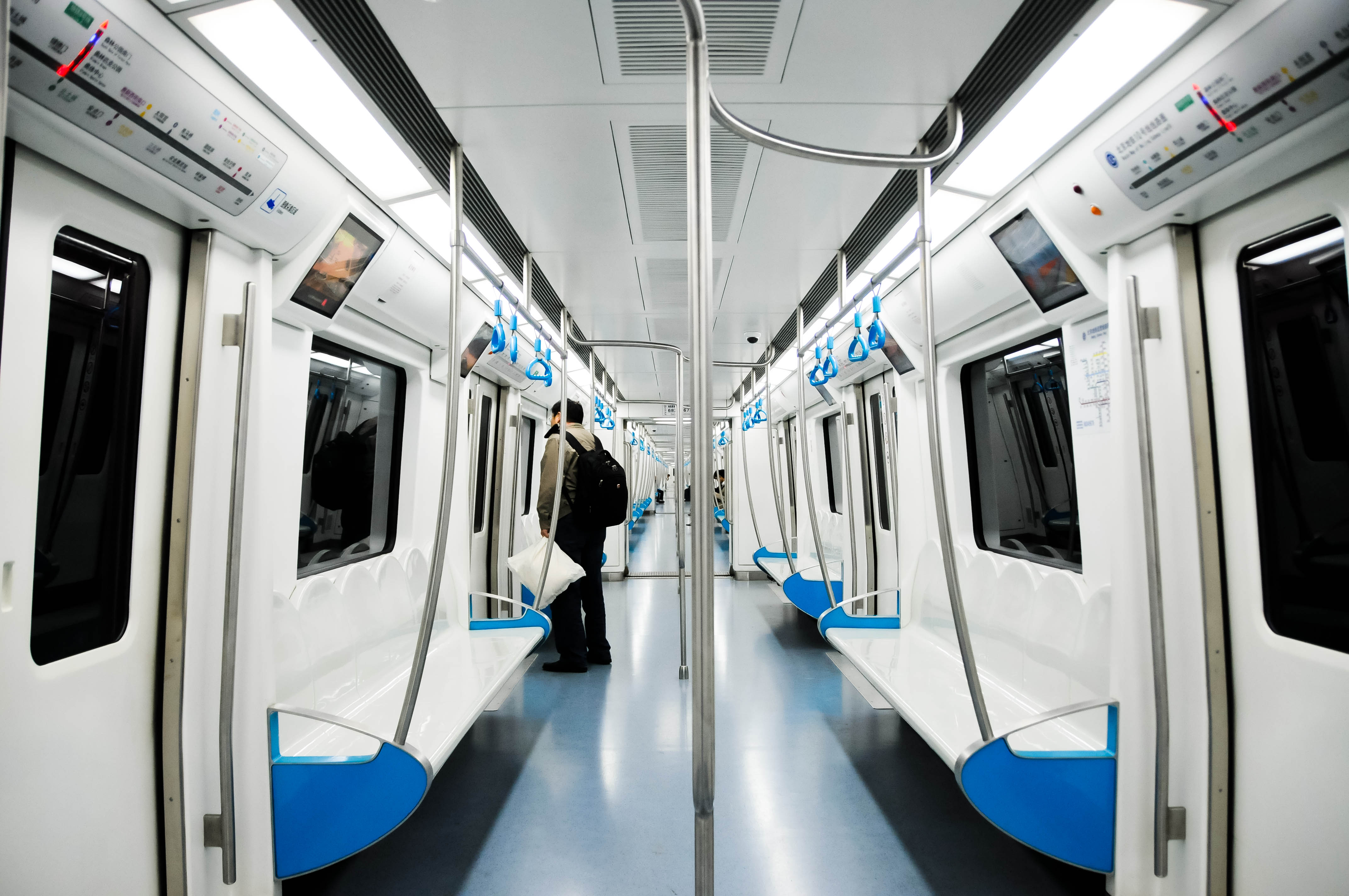
厂修前内饰
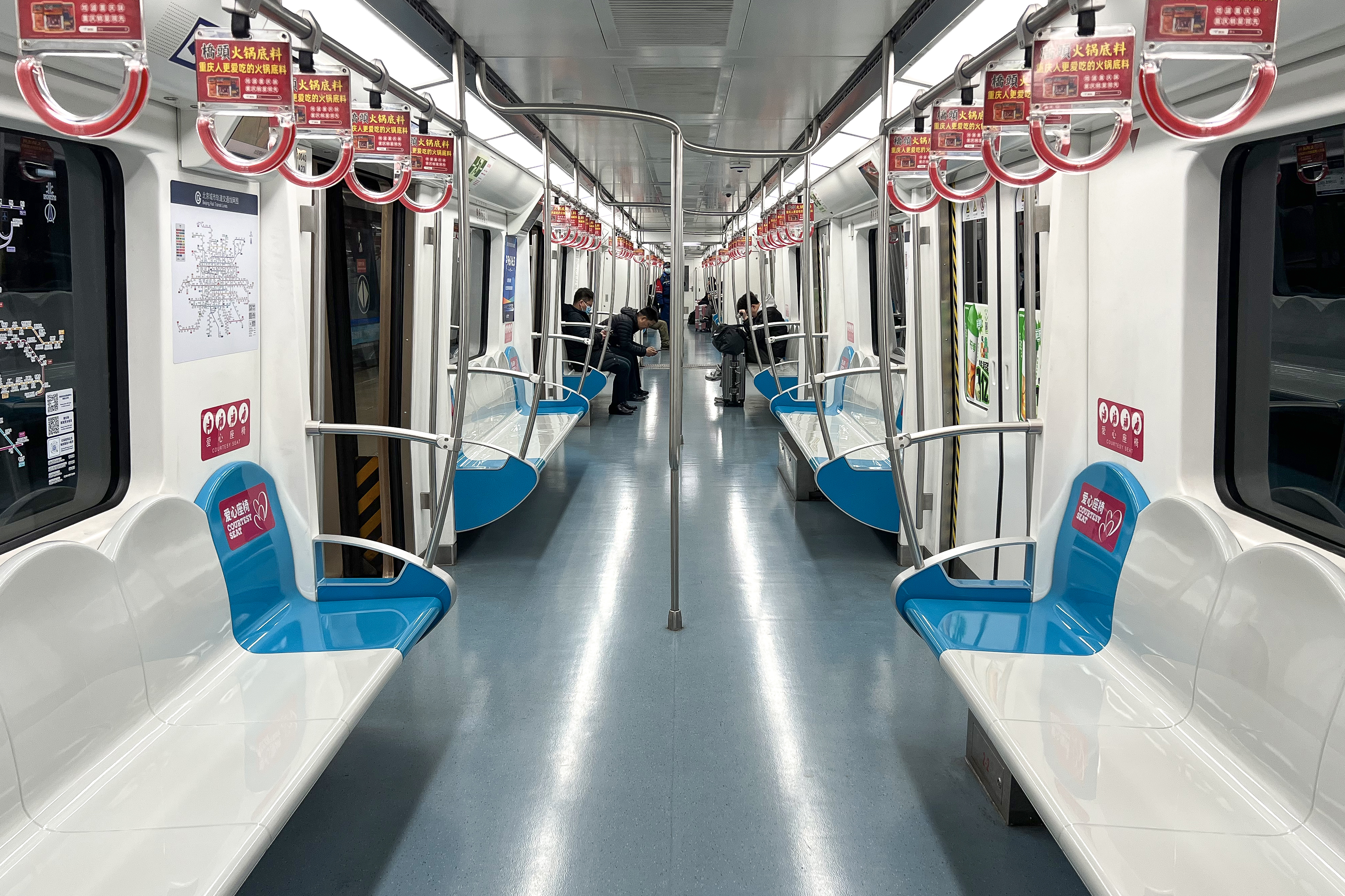
厂修后内饰
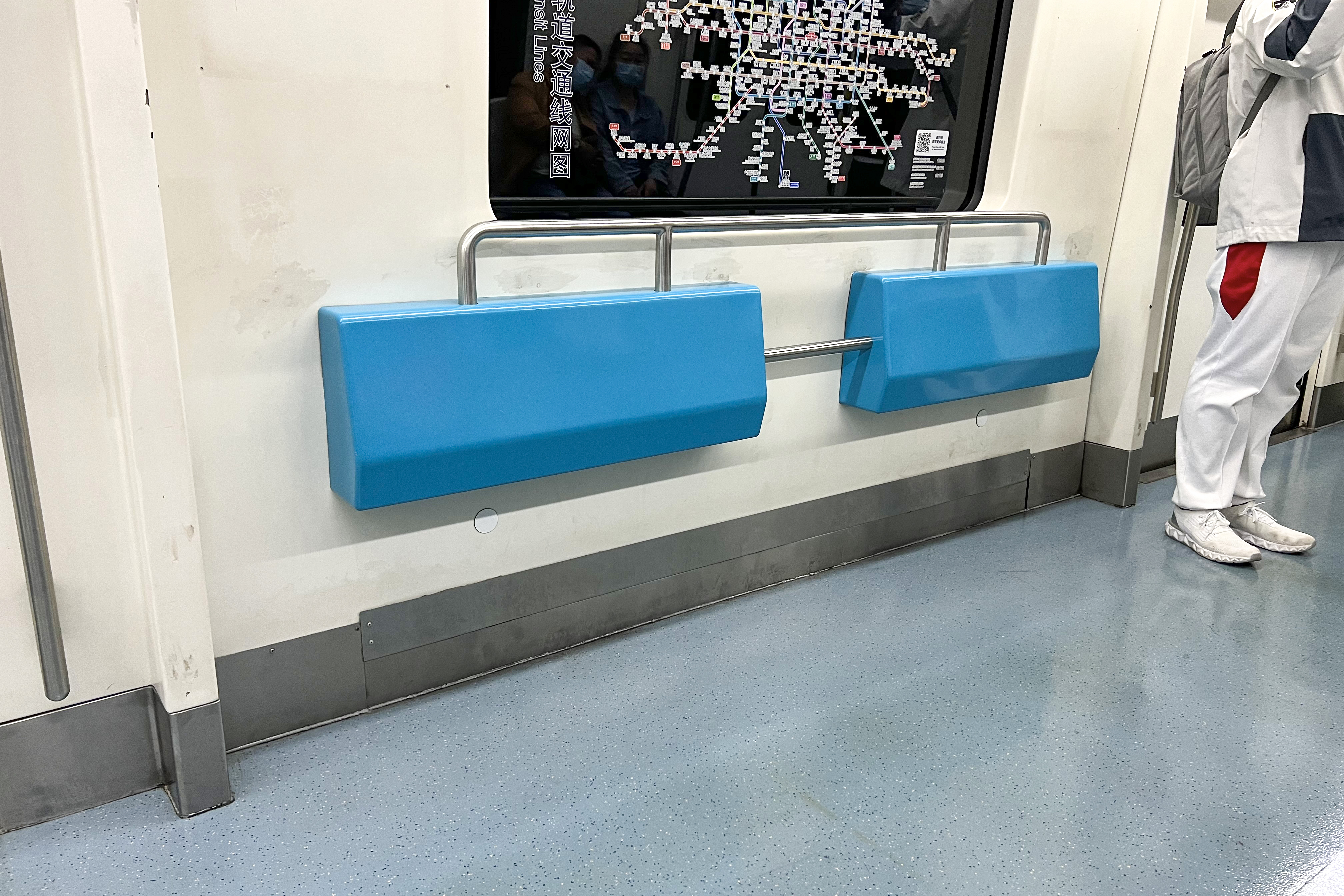
部分列车拆除座椅后设置的带有腰靠设施的立席
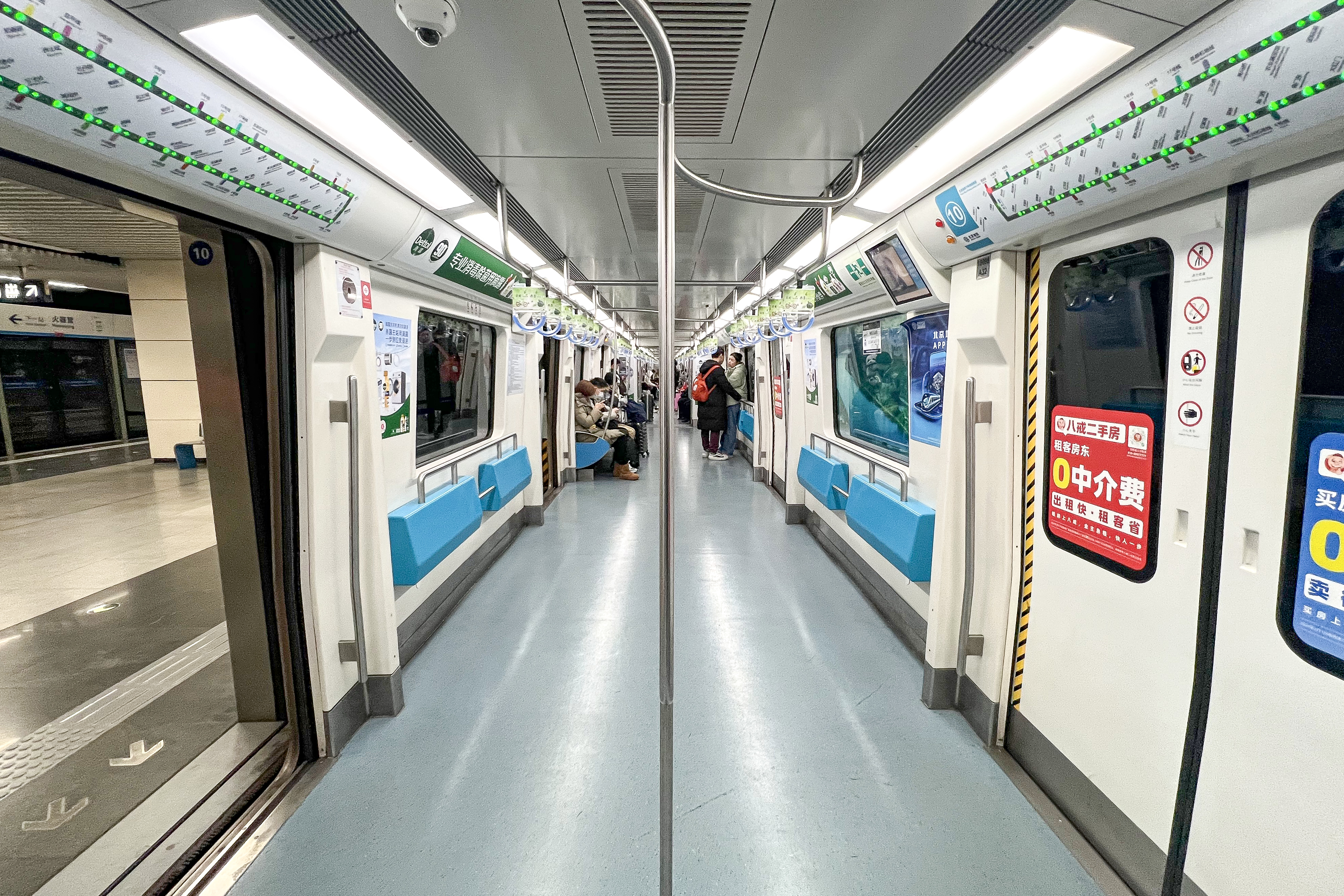
部分列车的3号车厢将多数座椅改为立席后仅余12个座位

## 列车运送过程

### 第1部分
列车从长春轨道客车出发，经哈大铁路、沈山铁路、京秦铁路、丰双铁路到达小红门站，之后通过联络线，进入北京地铁车辆厂，并通过北京地铁车辆厂和宋家庄停车场的联络线进入5号线，再通过5号线与10号线的联络线进入10号线，到达万柳车辆段。

### 第2部分
列车从北京地铁车辆厂出发，通过北京地铁车辆厂和宋家庄停车场的联络线，到达宋家庄停车场，之后一部分列车进入5号线与10号线的联络线，分别到达万柳车辆段和五路停车场。